# Houx (Francja)
Houx – miejscowość i gmina we Francji, w Regionie Centralnym, w departamencie Eure-et-Loir.
Według danych na rok 1990 gminę zamieszkiwało 428 osób, a gęstość zaludnienia wynosiła 69 osób/km² (wśród 1842 gmin Regionu Centralnego Houx plasuje się na 737. miejscu pod względem liczby ludności, natomiast pod względem powierzchni na miejscu 1319.).